# Bonnetia tristyla
Bonnetia tristyla är en tvåhjärtbladig växtart som beskrevs av Henry Allan Gleason. Bonnetia tristyla ingår i släktet Bonnetia och familjen Bonnetiaceae. Inga underarter finns listade i Catalogue of Life.